# الإمداد بشرح الإرشاد

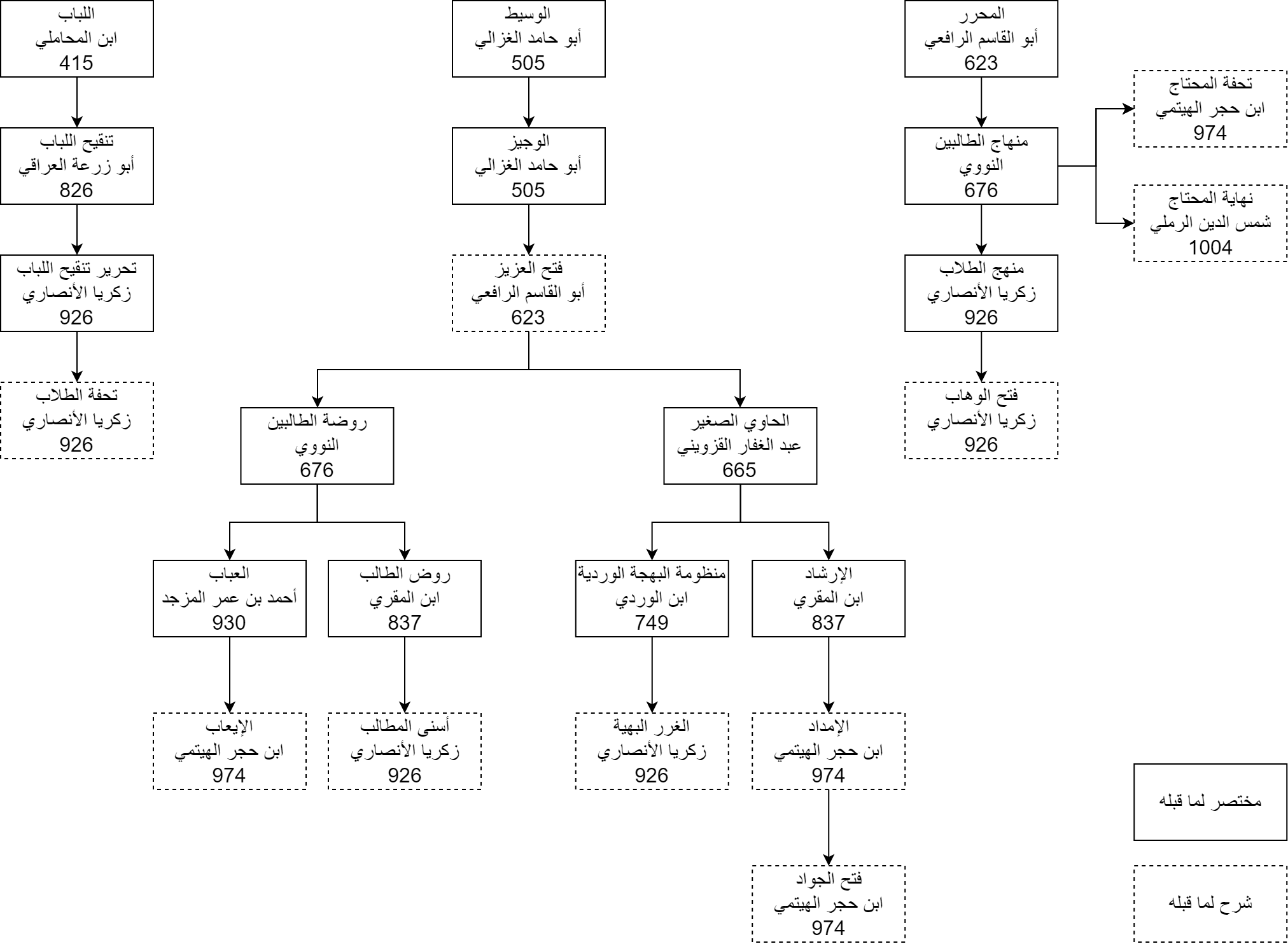
بعض أهم كتب الفقه الشافعي، ويظهر كتاب "الإمداد" أسفل الشجرة.

الإمداد بشرح الإرشاد للإمام ابن حجر الهيتمي الشافعي (ت 974هـ) من أهم كتب الفقه عند الشافعية، شرح فيه كتاب الإرشاد لابن المقرئ (ت 837هـ)، الذي هو مختصر لكتاب الحاوي الصغير لعبد الغفار القزويني (ت 665هـ)، ثم لخصه ابن حجر في كتاب آخر، سماه «فتح الجواد بشرح الإرشاد».

## منهج المؤلف في الكتاب
قال ابن حجر الهيتمي:

## أهمية الكتاب العلمية
يعد كتاب الإمداد بشرح الإرشاد من أهم المراجع عند متأخري الشافعية، فقد اعتمدت كثير من كتب متأخري الشافعية عليه، وتكاثرت نقول العلماء عنه، فمن ذلك: حاشية الجمل، وحاشية البجيرمي، وإعانة الطالبين، وحاشية الشربيني على الغرر البهية وغير ذلك. كما أثنى العلماء على هذا الشرح، ومن ذلك قول الشوكاني: «وانتقل إلى مكة (أي ابن حجر) وصنف بها الكتب المفيدة منها: الإمداد وفتح الجواد شرحاً على الإرشاد».